# Hanover (Minnesota)
Hanover es una ciudad ubicada en el condado de Wright en el estado estadounidense de Minnesota. En el Censo de 2010 tenía una población de 2938 habitantes y una densidad poblacional de 202,78 personas por km².

## Geografía
Hanover se encuentra ubicada en las coordenadas 45°9′29″N 93°39′46″O / 45.15806, -93.66278. Según la Oficina del Censo de los Estados Unidos, Hanover tiene una superficie total de 14.49 km², de la cual 14.12 km² corresponden a tierra firme y (2.57%) 0.37 km² es agua.

## Demografía
Según el censo de 2010, había 2938 personas residiendo en Hanover. La densidad de población era de 202,78 hab./km². De los 2938 habitantes, Hanover estaba compuesto por el 96.02% blancos, el 0.61% eran afroamericanos, el 0.17% eran amerindios, el 1.46% eran asiáticos, el 0% eran isleños del Pacífico, el 0.75% eran de otras razas y el 0.99% pertenecían a dos o más razas. Del total de la población el 1.67% eran hispanos o latinos de cualquier raza.